# Еник, Тамази Вахтангович
Тама́зи Вахта́нгович Е́ник (15 января 1967) — советский, абхазский и российский футболист и тренер, играл на позиции защитник и полузащитника.

## Карьера

### Клубная
Профессиональную карьеру начал в 1985 году в Динамо (Сухуми) во 2-й союзной лиге.
В 1987 перешёл в клуб «Зарафшан» из Навои, который также играл во 2-й лиге.
В 1990 году вернулся в «Динамо». После распада СССР в Абхазии вспыхнула война, в результате чего клуб «Динамо» был закрыт, а сам Еник вместе с Анзором Коблевым перешёл в майкопскую «Дружбу», которая в 1992 году стартовала в Первом дивизионе. Кроме того, в первом Кубке России вместе с одноклубниками дошёл до полуфинала, где майкопчане уступили будущим обладателям кубка московским торпедовцам, а сам Еник провёл полный полуфинальный матч.
В 1997 году играл в тольяттинской «Ладе-Град».
За всё время за «Дружбу» в первом дивизионе забил 73 мяча, а всего 74, став с этим показателем одним из лучших бомбардиров первого дивизиона за всю историю существования турнира.
В 1999 году перешёл в «Локомотив» из Нижнего Новгорода, однако вскоре перешёл в другой нижегородский клуб «Торпедо-Виктория».
В сентябре 1999 года Еник, находившийся в то время находился в «Торпедо-Виктории», исчез, по словам президента клуба Александр Кульмячева долгов перед футболистом не было, а наоборот он получил солидные подъёмные, ему была выплачена вся зарплата, и сразу после этого он пропал. Его искали в Майкопе, но безрезультатно.
А вот как оценил ситуацию главный тренер «Локомотива» Валерий Овчинников:

«Еник — самобытный игрок. У него нет высокой скорости, зато он как никто в автозаводском клубе может обработать мяч, сделать точную передачу. Из-за отсутствия полноценного тренерского руководства в „Торпедо-Виктории“ его не ставили на матчи, что он, человек с характером, естественно, терпеть не стал»— Валерий Овчинников
В 2002 году вернулся в «Дружбу», завершил же карьеру в том же сезоне в анапском «Спартаке».

### Тренерская
В 2005 году был назначен одним из тренеров «Спартака-УГП», однако 15 апреля 2005 года в первом же туре первенства России по футболу против «Сочи-04» ему пришлось руководить командой, так как главному тренеру анапчан Тимуру Закирову накануне была сделана операция по удалению аппендицита. Тренировал «Спартак-УГП» до 2006 года. В настоящее время[уточнить] является главным тренером ФК «Гагра», выступающего в чемпионате Абхазии по футболу.

## Достижения
«Дружба»
- Полуфиналист Кубка России: 1992/93